# Acanthocladus santosii
Acanthocladus santosii é uma espécie de planta do gênero Acanthocladus e da família Polygalaceae.

## Taxonomia
A espécie foi descrita em 2010 por Domingos Benício Oliveira Silva Cardoso e José Floriano Barêa Pastore.
O seguinte sinônimo já foi catalogado:
- Polygala santosii  Wurdack

## Forma de vida
É uma espécie terrícola, arbustiva e arbórea.

## Descrição
| Caule          | Caule                      |
| -------------- | -------------------------- |
| ramo           | inerme                     |
| Folha          |                            |
| filotaxia      | alterna                    |
| tamanho        | mais longa que 10 cm       |
| Inflorescência |                            |
| racemo         | laxo raque maior que 10 mm |
| Flor           |                            |
| flor           | branco com bordeada azul   |

## Conservação
A espécie faz parte da Lista Vermelha das espécies ameaçadas do estado do Espírito Santo, no sudeste do Brasil. A lista foi publicada em 13 de junho de 2005 por intermédio do decreto estadual nº 1.499-R.

## Distribuição
A espécie é encontrada nos estados brasileiros de Bahia e Espírito Santo.
A espécie é encontrada no domínio fitogeográfico de Mata Atlântica, em regiões com vegetação de .